# Sulky d'or
Le Sulky d'or est une récompense attribuée par la Société d'encouragement à l'élevage du Trotteur français. Tous les ans, elle distingue le driver ayant remporté le plus de courses de trot attelé dans l'année en France. Son pendant pour les courses de trot monté est l'Étrier d'or.

## Le palmarès
| Année | Sulky d'or                | Victoires | Deuxième           | Victoires | Troisième          | Victoires |
| ----- | ------------------------- | --------- | ------------------ | --------- | ------------------ | --------- |
| 2023  | Éric Raffin               | 267       | Yoann Lebourgeois  | 252       | Alexandre Abrivard |           |
| 2022  | Éric Raffin               | 258       | Alexandre Abrivard |           |                    |           |
| 2021  | Éric Raffin               | 294       | Matthieu Abrivard  | 222       | Yoann Lebourgeois  | 211       |
| 2020  | Éric Raffin               | 254       | Matthieu Abrivard  | 179       | Yoann Lebourgeois  | 156       |
| 2019  | Éric Raffin               | 285       | Yoann Lebourgeois  | 193       | Franck Nivard      | 170       |
| 2018  | Jean-Michel Bazire        | 269       | Yoann Lebourgeois  | 230       | Éric Raffin        | 170       |
| 2017  | Jean-Michel Bazire        | 231       | Franck Nivard      | 200       | Éric Raffin        | 189       |
| 2016  | Jean-Michel Bazire        | 255       | Franck Nivard      | 187       | Éric Raffin        | 169       |
| 2015  | Jean-Michel Bazire        | 224       | Franck Nivard      | 183       | Éric Raffin        | 163       |
| 2014  | Jean-Michel Bazire        | 237       | Franck Nivard      | 169       | Éric Raffin        | 169       |
| 2013  | Jean-Michel Bazire        | 270       | Franck Nivard      | 202       | Éric Raffin        | 168       |
| 2012  | Jean-Michel Bazire        | 214       | Éric Raffin        | 168       | Matthieu Abrivard  | 149       |
| 2011  | Jean-Michel Bazire        | 278       | Franck Nivard      | 167       | Éric Raffin        | 154       |
| 2010  | Jean-Michel Bazire        | 306       | Franck Nivard      | 166       | Éric Raffin        | 139       |
| 2009  | Jean-Michel Bazire        | 316       |                    |           |                    |           |
| 2008  | Jean-Michel Bazire        | 312       |                    |           |                    |           |
| 2007  | Jean-Michel Bazire        | 307       |                    |           |                    |           |
| 2006  | Jean-Michel Bazire        | 339       |                    |           |                    |           |
| 2005  | Jean-Michel Bazire        | 264       |                    |           |                    |           |
| 2004  | Jean-Michel Bazire        | 285       |                    |           |                    |           |
| 2003  | Jean-Michel Bazire        | 257       |                    |           |                    |           |
| 2002  | Jean-Michel Bazire        | 255       |                    |           |                    |           |
| 2001  | Jean-Michel Bazire        | 213       |                    |           |                    |           |
| 2000  | Jean-Michel Bazire        | 168       |                    |           |                    |           |
| 1999  | Jos Verbeeck              | 138       |                    |           |                    |           |
| 1998  | Jean-Michel Bazire        | 146       |                    |           |                    |           |
| 1997  | Jos Verbeeck              | 150       |                    |           |                    |           |
| 1996  | Jos Verbeeck              | 185       |                    |           |                    |           |
| 1995  | Jos Verbeeck              | 121       |                    |           |                    |           |
| 1994  | Jean-Claude Hallais       | 100       |                    |           |                    |           |
| 1993  | Richard-William Denéchère | 112       |                    |           |                    |           |
| 1992  | Jean-Claude Hallais       | 142       |                    |           |                    |           |
| 1991  | Jean-Claude Hallais       | 117       |                    |           |                    |           |